# Burretiokentia hapala
Burretiokentia hapala är en enhjärtbladig växtart som beskrevs av Harold Emery Moore. Burretiokentia hapala ingår i släktet Burretiokentia och familjen Arecaceae. Inga underarter finns listade i Catalogue of Life.

## Bildgalleri

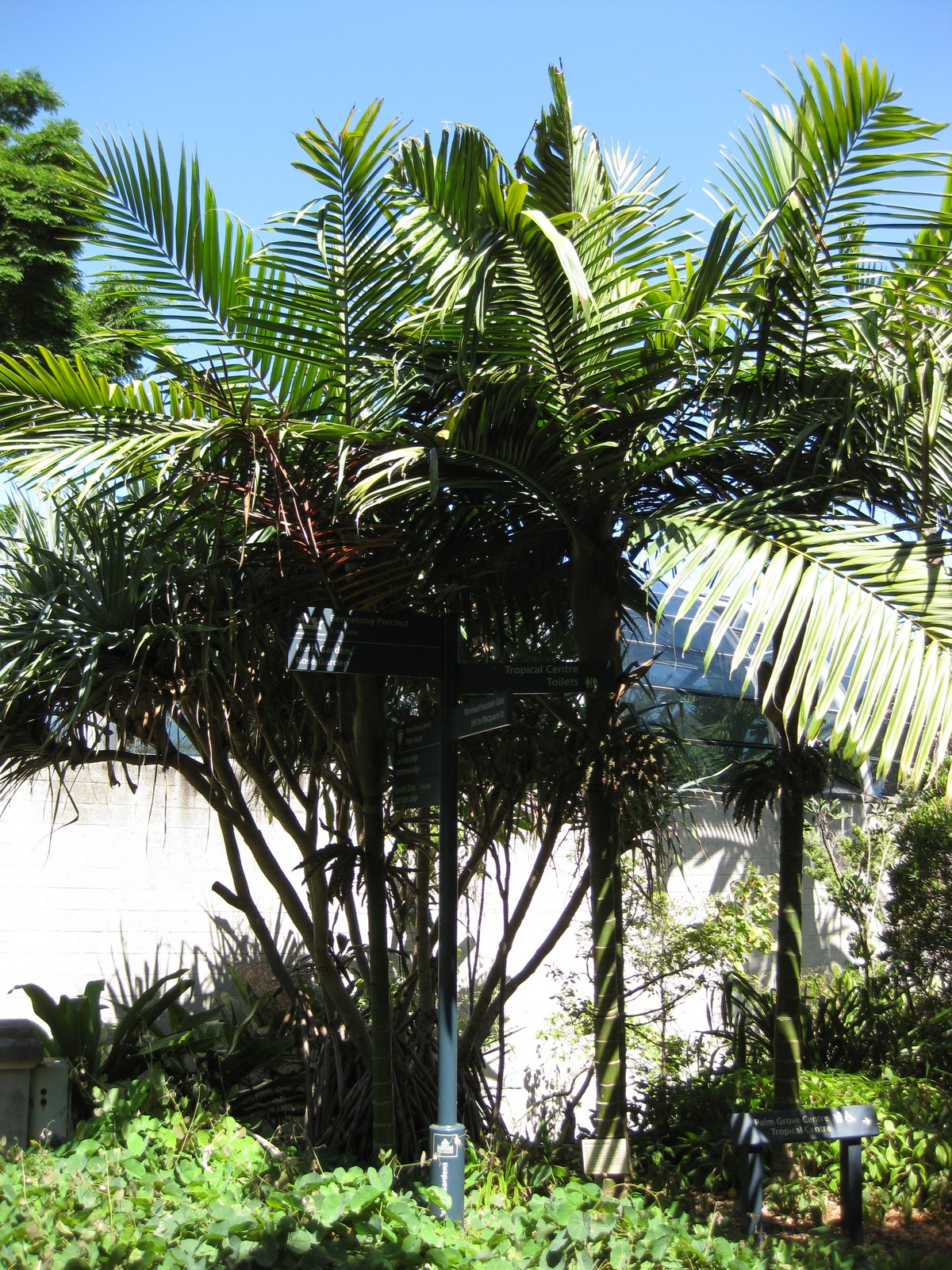
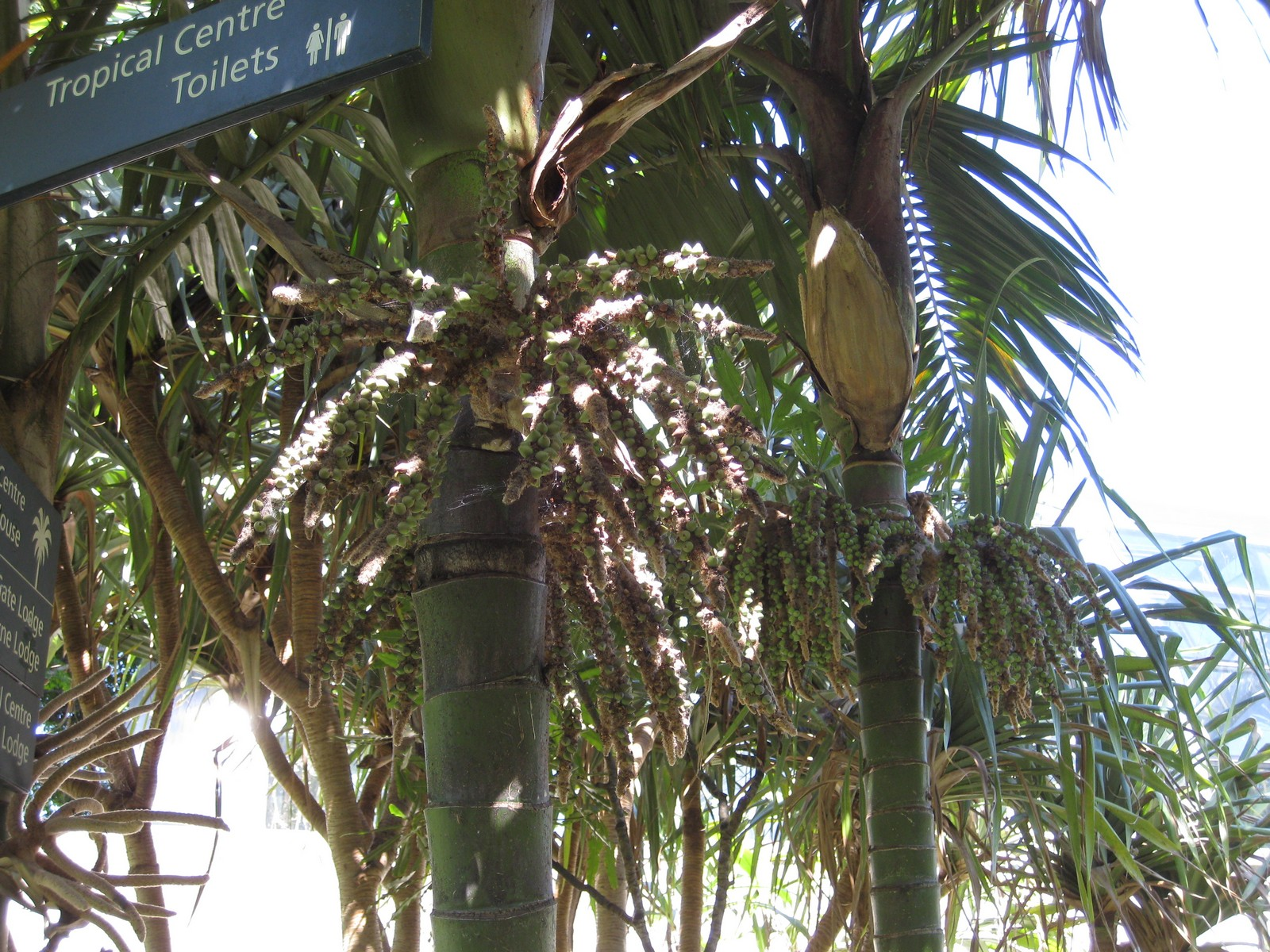
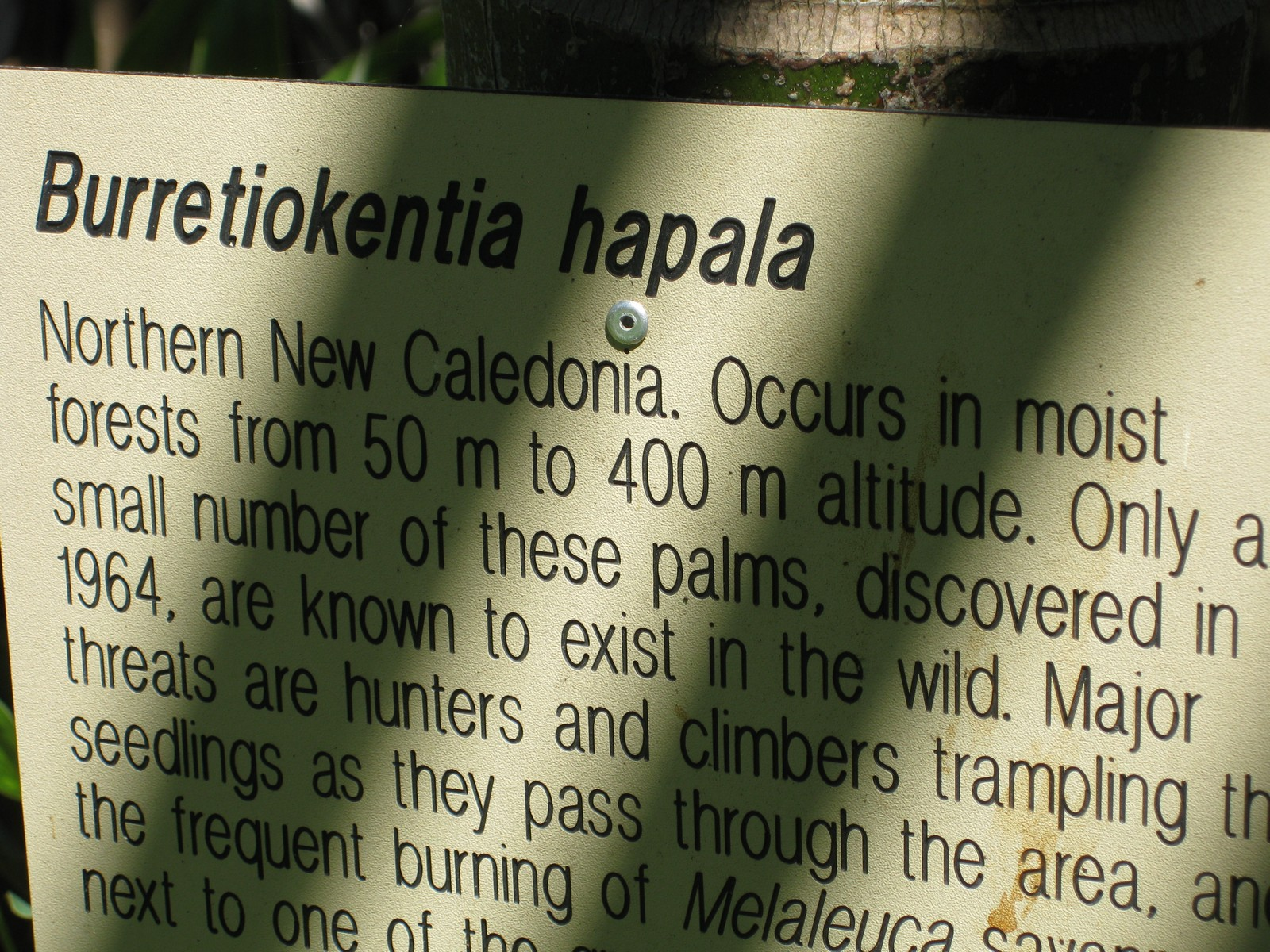